# Нина Добрев
Нина Добрев (на английски: Nina Dobrev; родена като Николина Каменова Добрева) е канадска актриса от български произход, трикратна носителка на награда „Изборът на публиката“. Най-известна е с ролите си на Елена Гилбърт/Катрин Пиърс в американския сериал „Дневниците на вампира“.

## Детство и образование
Добрев е родена на 9 януари 1989 г. в София, но едва на две години емигрира заедно със семейството си в Торонто. Говори свободно английски и български език. Има по-голям брат Александър, който следва инженерна специалност, баща ѝ Камен е компютърен специалист, а майка ѝ Михаела е художничка.
Камен Добрев избягал от България, като взел полет до комунистическа Куба през 80-те години, но по време на прекачване в Канада той не се върнал на самолета и се установил в Канада. По думите на Нина Добрев, баща ѝ казал, че половината българи от самолета емигрирали в Канада по същия начин. В интервюта Нина Добрев заявява, че се гордее с българския си произход.
Нина учи в училище J. B. Tyrrell, където играе балет и художествена гимнастика и участва в джаз класове. Взема уроци по актьорско майсторство в театралното студио на Дийн Армстронг в Торонто. По-късно учи в Академичното училище за изкуства Уексфорд, което се намира в Скарбъроу, Онтарио, и в университета Райерсън в Торонто със специалност социология. През 2008 г. прекратява ученето, за да се съсредоточи върху актьорската си кариера.

## Кариера
Кариерата на Добрев започва като модел и с участия в реклами, а впоследствие започва да се явява и на прослушвания за различни роли в киното и телевизията. Има роли във филмите „Fugitive Pieces“, „Away from Her“, „Never Cry Werewolf“. Участва в телевизионния сериал „Деграси: Следващо поколение“. През 2007 г. се появява в музикалния клип на Уейд Ален-Маркъс и Дейвид Баум. Има роля и във филма на MTV – „The American Mall“. Нина играе главната роля на Елена Гилбърт в свръхестествения сериал „Дневниците на вампира“.
Добрев се снима и в трилъра „Клои“, чиято премиера е на 26 март 2010 г. Филмът има голям търговски успех и става най-печелившия филм на режисьора Атом Егоян. През април 2011 г. Нина е избрана за ролята на Кандис във филма „The Perks of Being a Wallflower“ заедно с Логан Лерман, Ема Уотсън, Пол Ръд и Езра Милър. Снимките започват през май 2011 г. в Питсбърг, Пенсилвания и приключват на 27 юни 2011 г. Премиерата е на 21 септември 2012 г.
През август 2014 г. участва заедно с Джейк Джонсън и Деймън Уейънс в комедията „Нека сме ченгета“. На 6 април 2015 г. Добрев съобщава чрез Инстаграм, че напуска снимките на сериала „Дневниците на вампира“, след приключването на шести сезон. През септември 2015 г. Добрев участва във филма „Arrivals“ в ролята на Изи, заедно с Аса Бътерфилд и Мейси Уилям, филмът по-късно е презаглавен „Departures“ и е планиран да влезе в производство през април 2017 г. . Същата година участва в романтичната комедия „Crash Pad“, чието заснемане започва през есента на 2015 г.

## Личен живот
Нина е близка приятелка с колегите си Пол Уесли, Кат Греъм, Кандис Кинг, Хилъри Харли, Кейла Иуел от сериала Дневниците на вампира, както и с актрисите Джулиън Хоу и Джесика Зор.
По време на снимките на „Дневниците на вампира“ през 2010 г. започва връзка с екранния си партньор в сериала Иън Сомърхолдър, като през 2011 г. обявяват публично връзката си. През месец май 2013 г. медиите обявяват, че актьорите са се разделили. От юли 2015 г. Нина се среща с Остин Стауел, но след 7 – 8 месеца връзка се разделят. От 2020 г. тя има връзка с напусналия професионалния спорт американски сноубордист, скейтбордист и златен медалист от Олимпийските игри Шон Уайт. Двамата се сгодяват през 2024 г.
Добрев е инвестирала в различни компании за напитки и е съсобственик с танцьорката Джулиан Хаф на марка вино, наречено Fresh Vine Wine.

## Филмография

### Телевизия
| Година            | Заглавие                       | Роля                             | Бележки                                                                                              |
| ----------------- | ------------------------------ | -------------------------------- | --- |
| 2006 – 2009       | „Деграси: Следващо поколение“  | Мия Джоунс                       | Повтаряща се роля (сезон 6); главна роля (сезони 7 – 8); гост звезда (сезон 9): 52 епизода           |
| 2007              | „Невръстна любов“              | Джесика                          | Телевизионен филм                                                                                    |
| 2007              | „Тайната на дъщеря ми“         | Джъстин                          | Телевизионен филм                                                                                    |
| 2008              | „Границата“                    | Мая                              | |
| 2008              | „Върколаците никога не плачат“ | Лорен Хансет                     | Телевизионен филм                                                                                    |
| 2008              | „Американският мол“            | Али                              | Телевизионен филм                                                                                    |
| 2009              | „Деграси отива в Холивуд“      | Мия Джоунс                       | Телевизионен филм                                                                                    |
| 2009              | „Единадесетият час“            | Грейс                            | Епизод: „Вечен“                                                                                      |
| 2009              | „Веселият Мадагаскар“          | глас                             | |
| 2009 – 2015, 2017 | „Дневниците на вампира“        | Елена Гилбърт/Катрин Пиърс/Амара | Главна роля (сезони 1 – 6); некредитирана гласова роля (сезон 7); гост звезда (сезон 8): 134 епизода |
| 2011              | „Семейният тип“                | глас                             | Гласова роля; епизод: „Търговски места“                                                              |
| 2011              | „The Super Hero Squad Show“    | глас                             | |
| 2014              | „Древните“                     | Татия                            | Епизод: „Червена врата“                                                                              |
| 2016              | „Lip Sync Battle“              | себе си                          | Епизод: „Тим Тебоу срещу Нина Добрев“                                                                |
| 2019              | „Fam“                          | Клем                             | Главна роля: 13 епизода                                                                              |

### Филми
| Година | Заглавие                                    | Роля                     |
| ------ | ------------------------------------------- | ------------------------ |
| 2006   | „Далеч от нея“                              | Моника                   |
| 2006   | „Playing House“                             | младата Франи            |
| 2007   | „Изкуството на танца“                       | високото момиче в банята |
| 2007   | „Поетът“                                    | Рейчъл                   |
| 2007   | „Парчета беглец“                            | Бела                     |
| 2008   | „Репо! Генетичната опера“                   | тийнейджърка             |
| 2008   | „Mookie's Law“                              | Розабела                 |
| 2009   | „You Got That Light“                        | момиче                   |
| 2009   | „Клоуи“                                     | Ана                      |
| 2011   | „Съквартирантът“                            | Мария                    |
| 2011   | „Арена“                                     | Лори                     |
| 2012   | „Предимствата да бъдеш аутсайдер“           | Кандис                   |
| 2014   | „Нека сме ченгета“                          | Джоузи                   |
| 2015   | „The Final Girls“                           | Вики Съмърс              |
| 2016   | „Crash Pad“                                 | Хана                     |
| 2017   | „Трите хикса: Завръщането на Ксандър Кейдж“ | Беки                     |
| 2017   | „Линия на смъртта“                          | Марло                    |
| 2018   | „Когато се появи ти“                        | Изи                      |

## Награди и номинации
| Награда                               | Година | Категория                                      | Филм/сериал                                 | Резултат  |
| ------------------------------------- | ------ | ---------------------------------------------- | ------------------------------------------- | --------- |
| Awards Circuit Community Awards       | 2012   | Най-добър актьорски състав                     | „Предимствата да бъдеш аутсайдер“           | номинация |
| Изборът на публиката                  | 2012   | Любима актриса в драматичен сериал             |                                             | награда   |
| Изборът на публиката                  | 2013   | Любима драматична телевизионна актриса         |                                             | номинация |
| Изборът на публиката                  | 2014   | Любима фентъзи/фантастика телевизионна актриса |                                             | номинация |
| Изборът на публиката                  | 2014   | Любима екранна химия                           | „Дневниците на вампира“                     | награда   |
| Изборът на публиката                  | 2015   | Любима фентъзи/фантастика телевизионна актриса |                                             | номинация |
| Изборът на публиката                  | 2015   | Любим телевизионен дует                        | „Дневниците на вампира“                     | награда   |
| San Diego Film Critics Society Awards | 2012   | Най-добро изпълнение на актьорски състав       | „Предимствата да бъдеш аутсайдер“           | награда   |
| Изборът на тийнейджърите              | 2010   | Телевизионна актриса фентъзи/фантастика        | „Дневниците на вампира“                     | награда   |
| Изборът на тийнейджърите              | 2010   | Пробив на актриса                              | „Дневниците на вампира“                     | награда   |
| Изборът на тийнейджърите              | 2011   | Любим вампир                                   | „Дневниците на вампира“                     | номинация |
| Изборът на тийнейджърите              | 2011   | Най-секси актриса                              |                                             | номинация |
| Изборът на тийнейджърите              | 2011   | Телевизионна актриса фентъзи/фантастика        | „Дневниците на вампира“                     | награда   |
| Изборът на тийнейджърите              | 2012   | Телевизионна актриса фентъзи/фантастика        | „Дневниците на вампира“                     | награда   |
| Изборът на тийнейджърите              | 2013   | Телевизионна актриса фентъзи/фантастика        | „Дневниците на вампира“                     | награда   |
| Изборът на тийнейджърите              | 2014   | Телевизионна актриса фентъзи/фантастика        | „Дневниците на вампира“                     | награда   |
| Изборът на тийнейджърите              | 2015   | Телевизионна актриса фентъзи/фантастика        | „Дневниците на вампира“                     | награда   |
| Изборът на тийнейджърите              | 2015   | Екранна целувка                                | „Дневниците на вампира“                     | награда   |
| Изборът на тийнейджърите              | 2017   | Филмова актриса екшън                          | „Трите хикса: Завръщането на Ксандър Кейдж“ | номинация |
| Изборът на тийнейджърите              | 2019   | Телевизионна актриса комедия                   | „Fam“                                       | награда   |
| Награди „Млад Холивуд“                | 2014   | Любима актриса                                 |                                             | номинация |
| Награди „Млад Холивуд“                | 2014   | Най-добро екранно трио                         | „Дневниците на вампира“                     | награда   |